# Het Gebouw (gebouw)
Het Gebouw was van 1898 tot 1997 een villa aan de ’s Gravelandseweg te Hilversum.
De villa, oorspronkelijk genaamd Villa Rolina Maria, is omstreeks 1898 gebouwd voor advocaat Wichers Wierdsma, die haar vernoemde naar zijn dochter. Architect was Jacques Gerard Briët. Het pand lijkt sterk op het gebouw Koninginneweg 2 te Hilversum dat van dezelfde architect is. 
In 1916 kwam het echtpaar Mesdag-Roelants er wonen. Het huis werd op hun initiatief voorzien van een zolderkamer en een dakkapel naar ontwerp van architect Gerard Seppen. In 1921 kwamen er weer nieuwe bewoners: Willem Jacobus Wesling, een winkelier in Raleighfietsen en houder van een rijschool voor fietsers. Hij noemde de villa Josepha naar zijn echtgenote en liet het gebouw uitbreiden met een garage.

## Studio
In 1949 kwam er een volgende gebruiker. De Nederlandse Radio Unie (NRU) vestigde de Radio Nederland Wereldomroep in het pand. Het werd daarvoor door Brink & Van den Broek omgebouwd tot kantoor zodat de woonbestemming verloren ging. 
In 1968 betrok het Gemeenschappelijk Administratiekantoor (GAK) het gebouw. Na 1984 verwierf het nationale bekendheid als Het Gebouw vanwaar uit het gelijknamige radioprogramma van de VPRO live werd uitgezonden. Die uitzendingen gingen tot 1993 door. Het gebouw werd daarna gesloopt en ter plekke verrees in 1997/1998 een kantoorgebouw van de Rabobank.